# Goździk Sternberga
Goździk Sternberga (Dianthus sternbergii Sieber ex Capelli) – gatunek rośliny z rodziny goździkowatych (Caryophyllaceae Juss.). Występuje endemicznie w Austrii, w południowo-wschodniej części Alp, w masywie Dachstein.

## Morfologia

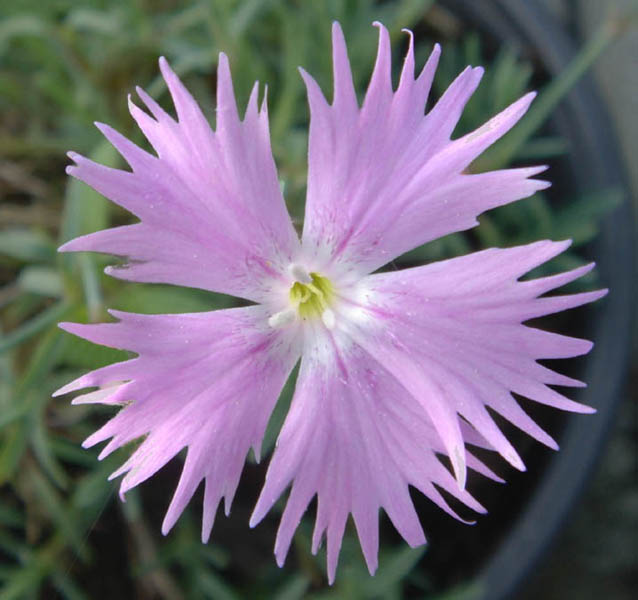
Kwiat

PokrójBylina dorastająca do 10–20 cm wysokości.
LiścieNaprzemianległe, sztywne, odstające od łodygi. Mają szpilkowaty kształt.
KwiatyWydzielają zapach. Są pojedyncze. Zazwyczaj rozwijają się na szczytach pędów. Mają czerwono-jasnofioletową barwę. Kielich ma około 2 cm średnicy. Otoczony jest czterema zielonymi łuskami podkielichowymi o wąskim kształcie, zwężającym się ku wierzchołkowi. Płatki są rozpostarte i prawie do połowy postrzępione.
OwoceTorebka otwierająca się czterema ząbkami.
Gatunki podobneRoślina jest podobna do goździka leśnego (Dianthus sylvestris), który to z kolei ma niepostrzępione i jaśniejsze płatki kwiatów. Dorasta on do 30 cm wysokości i występuje w górach Jura oraz na Przedgórzu Alpejskim.

## Biologia i ekologia
Kwitnie od czerwca do września. Występuje na rumowiskach skalnych, kamienistych łąkach i luźnych murawach. Rośnie tylko na wapiennym podłożu. Występuje na wysokości od 1500 do 2500 m n.p.m., lecz czasem spotykany jest również w niższych partiach gór. 
Gatunek ten znajduje się pod ochroną.

## Zmienność
Goździk Sternberga przez niektóre źródła uważany jest za podgatunek goździka montpeliańskiego (Dianthus monspessulanus ssp. sternbergii). Jednak według The Plant List jest odrębnym gatunkiem. 
W obrębie tego gatunku oprócz podgatunku nominatywnego wyróżniono jeden podgatunek:
- Dianthus sternbergii subsp. marsicus (Ten.) Pignatti